# 龍鳳店
《龙凤店》（英語：Adventure of the King）是2010年8月19日在香港上映的古装爱情片。故事来源于传统文学题材——游龍戲鳳。

## 剧情
明朝正德年间，第四代宁王朱宸濠阴谋篡位，正德皇帝朱厚照一直想把他除掉。
太后在宫楼上看皇帝在观赏表演节目，史官、都指挥使、御医都齐齐上阵，这已经是第一百六十七次，由于过于俗套的衙役抓小偷的故事，使得皇帝兴致大减，为了去江南游玩，他想出法子，找了点臣子的麻烦，把史官、御医和都指挥使都关押到了监狱，而后要他们一起微服游玩，不然就将他们斩首。
朱厚照等人来到了江南的梅龙镇，尾随不止的长慈郡主一直是朱厚照的一个心病和麻烦，为了使得诛杀宁王朱宸濠的计划成功，他一直寻思怎么支开自己的这个妹妹。正好路旁有人在玩魔术，可以将人从箱子里变得无影无踪，朱厚照花费五十两请魔术师把长慈郡主变到了黄土高坡。他们一路走着，看到唐伯虎和祝枝山在玩“鱼虾蟹”赌博，没多久，他们的钱都被骗了个精光，不得已做了乞丐。丐帮正好举行抢夺烤鸡的比赛，大家在竹竿搭建的大山上抢烤鸡，都指挥使陈珍珍使用“大嵩阳”帮助朱厚照取得了烤鸡，但是朱厚照却突然消失了。
朱厚照伪装成失忆的乞丐遇上了龙凤店的凤姐，凤姐店里正好有当地的地头蛇在捣乱，朱厚照出手解围是仗义之举赢得了凤姐的信任，便将其留了下来，还帮他取了名字叫李小龙。龙凤店的生意不好，朱厚照便当起了主厨，烧制宫廷的菜肴，没多久，生意火爆，人山人海。宁王秘密派遣马多富在他们对面开了一间“啃得起”饭店，抢夺生意，龙凤店为了尊严，向他们下了战书。
一日，李小虫拿到啃得起的菜单一看，跟他们的一模一样，于是他们开始怀疑自己的店里有内奸，当日他们关了门，开始捉奸，谁知朱厚照竟然把菜單做法當成挑戰書射出去。
宁王以欺君之罪把朱厚照抓了起来，在街上游街示众，关在囚车里的朱厚照眼看就要被问斩，天下起了大雨，人群中的史官、都指挥使和御医才知道原来是皇帝关在囚车，他们开始营救皇帝。这时候，宁王带领五千精兵包围了他们，谁知道他的精兵中早就埋伏了皇帝的锦衣卫，再加上王阳明的支援，宁王大败而逃。
朱厚照把龙凤店拆了搬迁到了京城，而凤姐被他选为了皇后。

## 演员

### 皇室成员
| 演员   | 角色         | 备注                                       |
| 任贤齐 | 明武宗朱厚照 | 明朝皇帝。                                 |
| 霍思燕 | 长慈郡主     | 明朝正德皇帝的妹妹。                       |
| 罗家英 | 司马西       | 明朝正德皇帝的史官。                       |
| 傅艺伟 | 皇太后       | 明朝正德皇帝的母亲。                       |
| 梁小龙 | 陈珍珍       | 明朝正德皇帝的都指挥使，实际上是贴身侍卫。 |
| 张鸿滨 | 王四两       | 明朝正德皇帝的御医。                       |
| 刘亚津 | 徐福         | 大内总管。                                 |
| 王宇   | 王阳明       | 哲学家、军事家、文学家。                   |
| 柏青   | 唐氏忠侠     | 锦衣卫成员。                               |
| 陈之辉 | 狂爷         |                                            |
| 及姗   | 升平国公主   |                                            |
| 冯克安 | 盗贼         |                                            |
| 崔健   | 太监总管     |                                            |

### 龙凤店成员
| 演员   | 角色   | 备注                                         |
| 徐熙媛 | 李凤姐 | 江南龙凤店的老板，唤作凤姐。後而為皇后       |
| 赵志凌 | 老鬼   | 龙凤店的主厨，后被封为御前带金菜刀侍卫。     |
| 潘长江 | 李小虫 | 龙凤店的老板凤姐的大哥。後而為國舅           |
| 巩新亮 | 妙妙   | 龙凤店的员工。                               |
| 徐德昕 | 老五   | 龙凤店的员工。                               |
| 来喜   | 小六   | 龙凤店的员工。                               |
| 嘟嘟   | 大娃   | 龙凤店的员工，食欲旺盛。                     |
| 钟弦   | 查花   | 龙凤店的员工。                               |
| 夏铭清 | 小马   | 龙凤店的员工。實為寧王的人，在龍鳳店觀察皇帝 |

### 宁王朱宸濠派系
| 演员   | 角色   | 备注                                               | 配音   |
| 林威   | 朱宸濠 | 第四代世袭制宁王。                                 |        |
| 午马   | 马多富 | 宁王的手下，开了一间店在龙凤店的对面，叫“啃得起”。 |        |
| 谷德昭 | 對穿祥 | 宁王的谋士。來自唐伯虎點秋香的人物                 |        |
| 何云伟 | 计师爷 | 宁王的谋士。                                       | 陳仕文 |

### 其他
| 演员   | 角色   | 备注                                                                              |
| 周立波 | 文徵明 | 江南四大才子之一，主要於唐伯虎點秋香2之四大才子飾同角色。                         |
| 黄晓明 | 唐伯虎 | 江南四大才子之一，嗜好赌博，主要於唐伯虎點秋香2之四大才子飾同角色。               |
| 陈百祥 | 祝枝山 | 江南四大才子之一，嗜好赌博，主要於唐伯虎點秋香2之四大才子、唐伯虎點秋香飾同角色。 |
| 李阳   | 快嘴   |                                                                                   |
| 杨耀天 | 臭嘴   |                                                                                   |
| 蒙伟明 | 郎中   | 无痛拔牙郎中。                                                                    |
| 安瑞云 | 贺员外 | 地方势力。                                                                        |
| 任学海 |        | 古董商。                                                                          |

## 制作
电影拍摄于浙江省横店影视城。
电影的情节类似刘镇伟当年的《天下无双》。
片中，黄晓明饰演的唐伯虎玩起了赌博。潘长江则饰演徐熙媛演的凤姐的哥哥李小虫，潘长江表示非常幸福。